# غاوتيغايز-أرتيغا

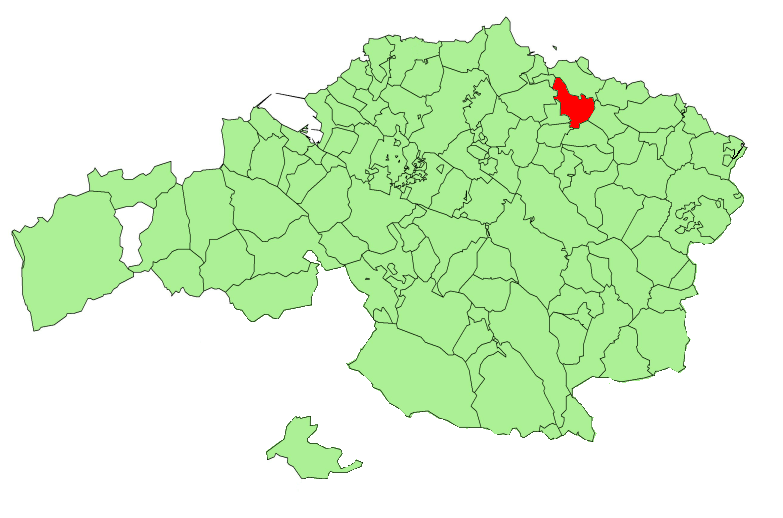
موقع البلدية

بلدية غاوتيغايز-أرتيغا (بالإسبانية: Gautegiz Arteaga)‏ هي بلدية تقع في مقاطعة بيسكاي, التي تقع في منطقة الباسك شمالي إسبانيا.

## وصلات خارجية
- (بالإسبانية)